# Hat 'n' Boots

Hat 'n' Boots, signifiant en français « Chapeau et bottes », est une attraction routière et un repère géographique de la ville de Georgetown, située près de Seattle, dans l'État de Washington aux États-Unis.
Ancienne station d'essence, elle représente le plus grand chapeau et les plus grandes bottes de cow-boy d'Amérique.  Afin de conserver ce patrimoine, la ville de Seattle a transféré  le Hat 'n' Boots dans le nouveau Oxbow Park, en décembre 2003.
Hat 'n' Boots apparaît dans le film National Lampoon's Vacation de John Hughes et dans Hype! de Doug Pray.

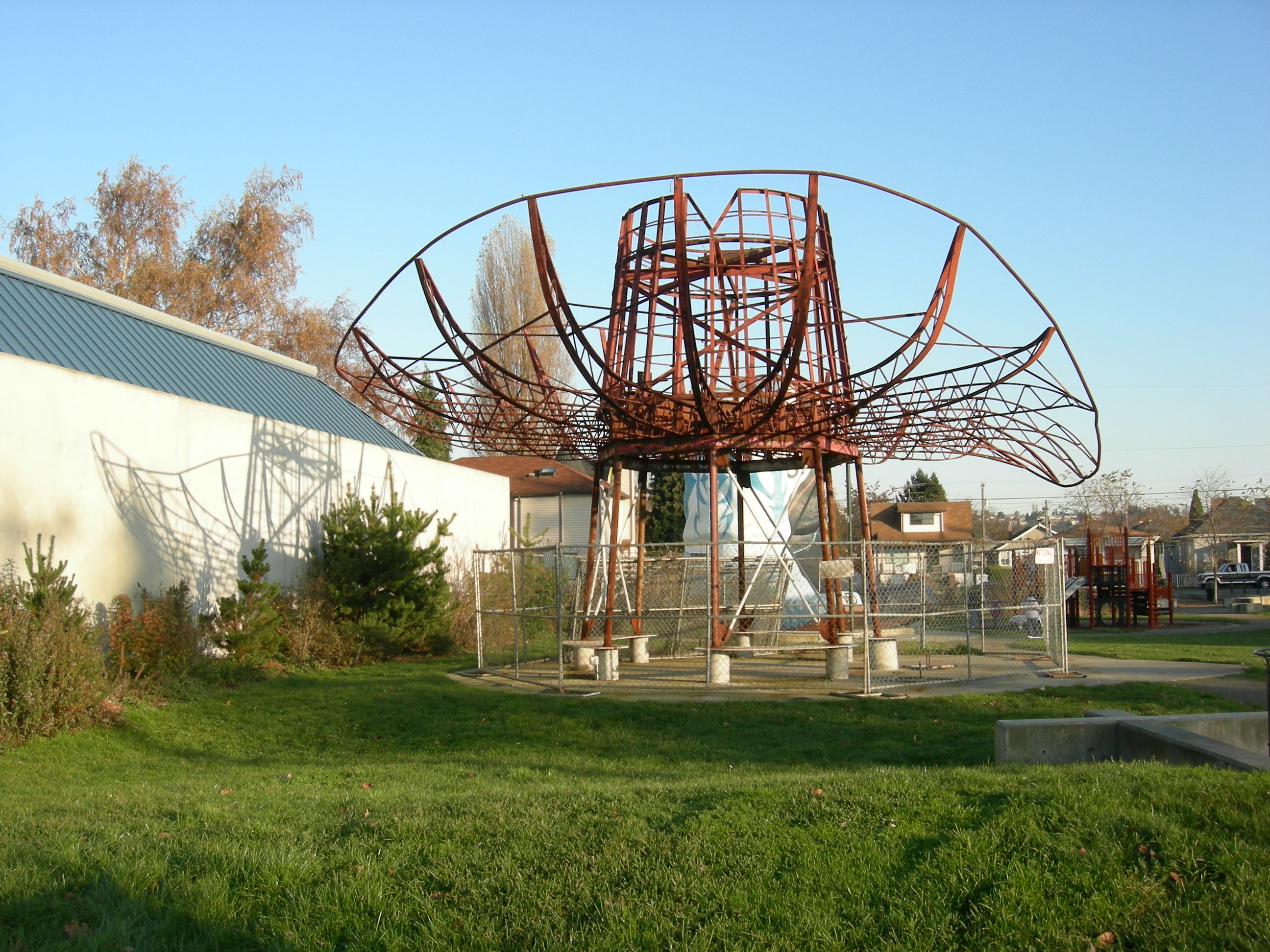
Le Chapeau …
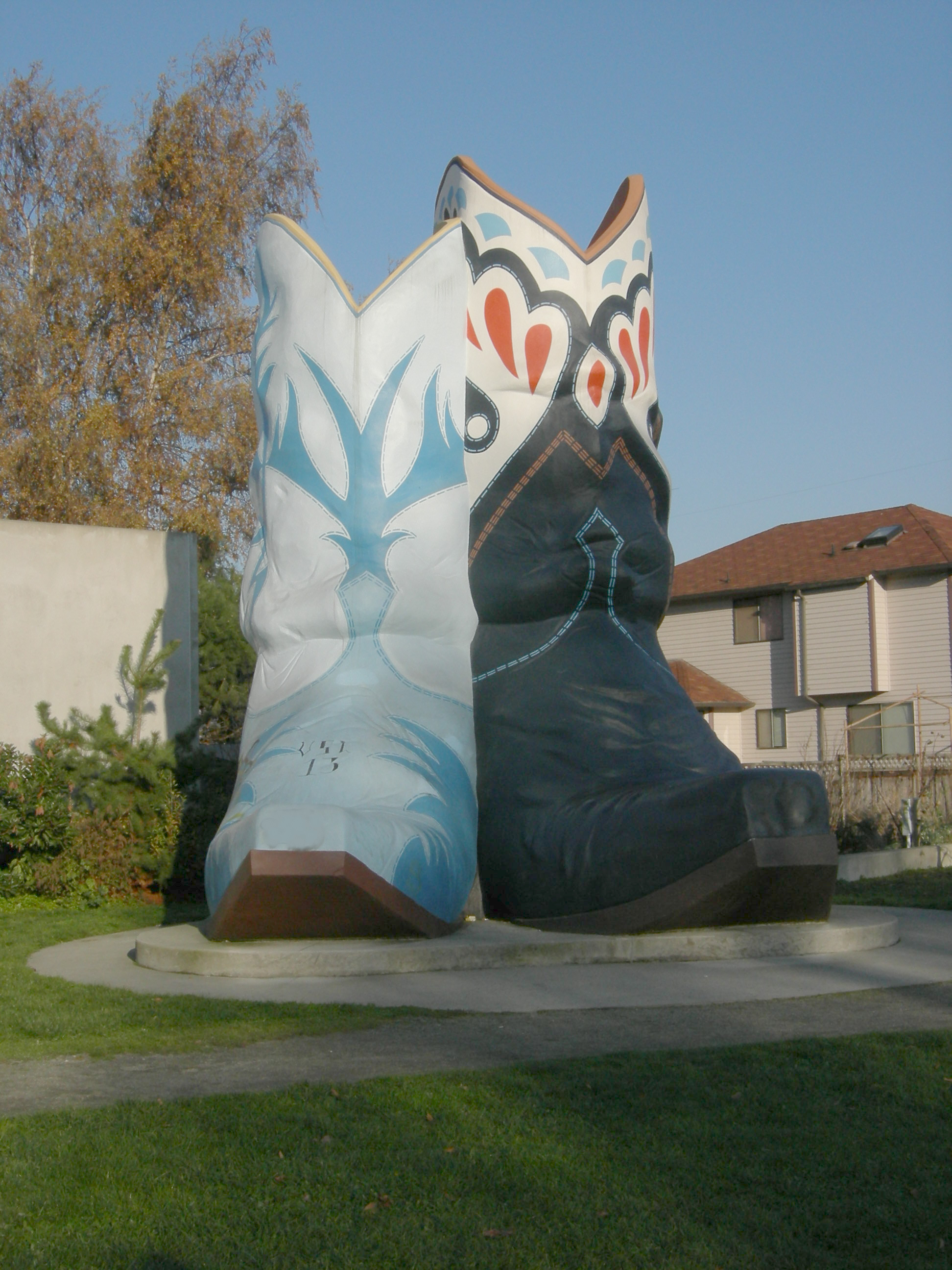
… et les Bottes